# 鹿児島県の高等学校設立年表
鹿児島県の高等学校設立年表（かごしまけんのこうとうがっこうせつりつねんぴょう）は、鹿児島県内に所在する全高等学校を、設立順に記したもの。前身校が複数ある場合や併合校なども掲載しているが、改称後は含まない。なお、県内高等学校の濫觴となった諸学校は掲載。●印は私立学校を示す。

## 明治
- 1868年　本学校
- 1878年　県立鹿児島中学
- 1881年　公立鹿児島学校
- 1883年　●博約義塾（学習塾）
- 1884年　鹿児島県立中学造士館
- 1894年　鹿児島県立尋常中学校、鹿児島簡易商業学校、鹿児島女子実業補習学校
- 1895年　高山村立女子実業補習学校、鹿児島県尋常師範学校付属専科農業講習所
- 1896年　●鶴嶺高等女学校（併合学校）
- 1897年　鹿児島県尋常中学校第一分校、鹿児島県尋常中学校第二分校
- 1900年　鹿児島県立第四中学校
- 1901年　鹿児島県立大島農学校
- 1902年　鹿児島県立高等女学校
- 1903年　西串良村立農業補習学校
- 1904年　熊毛郡立種子島農林学校
- 1905年　蒲生村立女子実業補習学校
- 1906年　●精華学校
- 1908年　鹿児島郡立工業徒弟学校
- 1909年　鹿児島県立志布志中学校、知覧村立工業従弟学校、鹿児島県立伊作高等女学校
- 1910年　鹿児島県立商船水産学校、鹿児島県立第二高等女学校
- 1912年　加世田村立女子技芸学校、鹿児島県立加治木高等女学校

## 大正
- 1913年　薩摩郡立実科高等女学校、姶良郡立国分実科高等女学校
- 1914年　出水町立出水実科高等女学校、鹿児島県伊佐農林学校
- 1915年　川辺村立実科高等女学校
- 1916年　●鹿児島実業中学館、鹿児島県立大島中学校
- 1918年　私立福山中学校(鹿児島県立福山高等学校の前身)
- 1919年　伊佐郡立伊佐実科女学校
- 1920年　鹿児島県立出水中学校
- 1921年　末吉村立実科女学校
- 1922年　鹿児島県立指宿中学校、鹿児島県立伊集院中学校、鹿児島県立出水中学校
- 1923年　鹿児島県立鹿屋中学校、●鹿児島高等女学校
- 1924年　鹿児島県枕崎実科高等女学校、鹿児島県加世田農業学校
- 1925年　垂水尋常高等小学校併設実科高等女学校、鹿児島県立鹿屋高等女学校
- 1926年　鹿児島県立第一鹿児島中学校分校、鹿児島県小根占実科高等女学校

## 昭和
- 1927年　●鹿児島和洋裁縫女学校
- 1928年　鹿児島県串木野公民学校、●長濱学園川内商業学校
- 1929年　出水町立出水実業学校、●鹿児島中学校
- 1930年　大島郡東方村立古仁屋家政女学校
- 1931年　鹿児島県頴娃村立高等公民学校
- 1933年　●聖名女学校
- 1934年　鹿児島県立市来農芸学校
- 1935年　亀津町立青年学校
- 1938年　●薩摩商工学校
- 1940年　鹿児島市立中学校・鹿児島市立高等女学校
- 1941年　岩川町立鹿児島県岩川工業高校
- 1942年　●川内工業学校
- 1943年　鹿児島県立履正中学校
- 1944年　鹿屋市立鹿屋工業学校
- 1946年　伊仙町立農芸学校
- 1948年　谷山町谷山高等学校、鹿児島県末吉高等学校財部分校、鹿児島県中種子高等学校、大島郡笠利村立実業高等学校、鹿児島県山川高等学校、鹿児島県西長島高等学校分校
- 1949年　鹿児島農業高等学校、喜界町早町村学校組合立喜界高等学校、沖永良部学校組合立沖永良部高等学校、指宿市指宿商業高等学校、伊仙町立農業高等学校
- 1950年　●ラ・サール高等学校、●出水中央高等学校
- 1954年　鹿児島県立大島実業高等学校、鹿児島県徳之島高等学校
- 1955年　●鹿児島電子工業高等学校
- 1956年　●神村学園高等部、●鳳凰高等学校
- 1958年　鹿屋市立鹿屋女子高等学校
- 1960年　●鹿児島純心女子高等学校川内分校
- 1963年　鹿児島県立鹿児島中央高等学校、鹿児島県立有明高等学校
- 1964年　●鹿児島実業高等学校川内分校、鹿児島県立徳之島高等学校伊仙分校
- 1966年　●第二鹿児島商工高等学校
- 1967年　鹿児島県立大島高等学校与論分校、●正心女子短期大学付属高等学校、鹿児島県立徳之島農業高等学校
- 1968年　鹿児島県立大島工業高等学校、●鹿屋商業高等学校
- 1971年　鹿児島県立錦江湾高等学校、●志布志実業高等学校
- 1976年　鹿児島県立甲陵高等学校
- 1983年　鹿児島県立松陽高等学校
- 1985年　鹿児島県立牧之原高等学校
- 1986年　●池田学園池田高等学校、●鹿児島第一高等学校
- 1987年　鹿児島県立武岡台高等学校

## 平成
- 1990年　●鹿児島高等学校修学館高等部、●志學館高等部
- 2003年　鹿児島県立開陽高等学校
- 2004年　鹿児島県立薩摩中央高等学校
- 2005年　鹿児島県立鶴翔高等学校、鹿児島県立種子島高等学校●屋久島おおぞら高等学校
- 2007年　鹿児島県立川薩清修館高等学校
- 2008年　鹿児島県立種子島中央高等学校、鹿児島県立霧島高等学校
- 2010年　鹿児島県立明桜館高等学校
- 2014年　鹿児島県立曽於高等学校
- 2015年　鹿児島県立楠隼高等学校